# Efrim Menuck
Efrim Manuel Menuck (21 de noviembre de 1970, Montreal, Quebec) es un músico canadiense involucrado en varias bandas de Montreal, de las que destacan Godspeed You! Black Emperor y Thee Silver Mt. Zion Memorial Orchestra. También es productor musical en Hotel2Tango, estudio del que es copropietario junto con Thierry Amar
Michael Moore, el controvertido director estadounidense, lo cita en uno de sus libros, cuando Efrim fue detenido e interrogado junto al resto de miembros de Godspeed You! Black Emperor a punta de pistola[cita requerida], al ser denunciados en una gasolinera de Oklahoma como posibles terroristas. A estas acusaciones Efrim respondió al Semanario de Seattle: "Tuvimos suerte de ser unos muchachos bonitos y blancos de Canadá"[cita requerida].

## Discografía

### Con Godspeed You! Black Emperor
- All Lights Fucked on the Hairy Amp Drooling (1994)
- F♯ A♯ ∞ (1997)
- aMAZEzine! 7" (1998, aMAZEzine!)
- Slow Riot for New Zerø Kanada EP (1999)
- Lift Your Skinny Fists Like Antennas to Heaven (2000)
- Yanqui U.X.O. (2002)
- 'Allelujah! Don't Bend! Ascend! (2012)

### Con Thee Silver Mt. Zion Memorial Orchestra
- He Has Left Us Alone but Shafts of Light Sometimes Grace the Corner of Our Rooms... (2000)
- Born into Trouble as the Sparks Fly Upward (2001)
- "This Is Our Punk-Rock," Thee Rusted Satellites Gather + Sing, (2003)
- The "Pretty Little Lightning Paw" E.P. (EP, 2004)
- Horses in the Sky (2005)
- 13 Blues for Thirteen Moons (2008)
- Kollaps Tradixionales (2010)
- Fuck Off Get Free We Pour Light On Everything (2014)

### Como solista
- Plays "High Gospel" (2011)
- Pissing Stars (2018)